# ティコ・ブラーエ
ティコ・ブラーエ（Tycho Brahe、誕生時の名前はテューイェ・オデスン・ブラーエ、Tyge Ottesen Brahe、1546年12月14日 - 1601年10月24日）は、デンマークの貴族、天文学者・占星術師・錬金術師・作家。当時としては極めて正確かつ包括的な天体観測を実施したことで知られる。
彼はデンマーク領のスコーネで生まれた。生前から天文学者・占星術師・錬金術師として著名であり、「初めて、正確な経験的事実を切なる情熱を持って追い求めるという、現代天文学にかなう精神を持った人」と評される。彼の観測値は当時最良の観測よりも5倍ほど正確であった。
ティコはデンマーク有数の有力貴族家系の出であり、総合的な教育を受け、天文学と正確な観測器具の製作に関心を持った。彼はコペルニクス体系に革新性を見出すものの、様々な理由から地球中心の宇宙の構造を支持し、彼自身の宇宙モデルであるティコ体系を展開した。ティコ体系は宇宙の中心に地球を置き、月と太陽が地球の周囲を公転し、惑星が太陽の周囲を公転しているというものであった。また、彼は望遠鏡の導入以前の、最後の重要な天文学者であった。1573年の著作『De stella nova（新星について）』でティコは天界の不変というアリストテレスの信条に反論した。正確な観測によって「新星」（stellae novae, ティコが観測した現象は現在超新星に分類されるものだったと言われる）、特に1572年のそれ（SN 1572）には月軌道より低い場所で発生する現象に予想される視差が検出されないことを示した。新星は当時まで、大気中に存在する尾を欠いた彗星などであると考えられていたが、このティコの観測結果によってそれが大気や月よりもより高い（遠い）場所の現象であることが示された。彼は同様の観測結果を用いて、彗星もまた当時考えられていたような大気圏の境界の現象ではないことを示し、それが恐らく惑星を運ぶ天球を貫いて運行していると主張した。
デンマーク王フレゼリク2世はティコにヴェン島の邸宅を下賜し、ウラニボリに最初の天文台を建設するための資金を提供した。ティコはこの地に巨大な天文台を建設して数多くの精密な観測を行い、ウラニボリでの観測が十分な精度ではないことに気づいた後は、スターニボリ（「星の城」の意）の地下で観測を行った。ヴェン島（この地で彼は現地住民に横暴に振舞った）では製紙工場など、観測結果を印刷するための素材を作るための工場も設立した。デンマーク王位がクリスチャン4世に移った後、1597年にこの新王との不和によりティコは追放され、その後ボヘミア王兼神聖ローマ皇帝ルドルフ2世によってプラハ（プラーグ）に招聘され、帝室付の天文学者となった。彼はベナーツキ・ナド・イゼロウに天文台を建設し、1600年から死亡する1601年までヨハネス・ケプラーの補佐を受けて観測と研究を続けた。ケプラーは後にティコの天文観測データを使用してケプラーの法則を発見した。
ティコは若年期の決闘によって鼻梁を失い付け鼻をしていた。この付け鼻は銀や金で作られたものであるという噂が後世に広まった。また、ティコがいとこのイーレク・ブラーエ、あるいは助手のケプラーによって毒殺されたという説も近年になって広まった。これらを調査するため、ティコの遺体は1901年と2010年の2回掘り返され、彼の死にまつわる状況と付け鼻の素材を特定するための調査が行われた。結論として、ティコの死は毒によるものではなく膀胱の破裂によるものであろうことが示され、また付け鼻は幾人かの人々が信じていたような銀や金ではなく、真鍮によって作られたものである可能性が高いことが明らかになった。
なお、ティコ・ブラーエの姓、Braheは現代デンマーク語ではブラーアとなるが、カナ転写としてはブラーエが普及しているため、本記事中のBrahe姓の人物表記はブラーエで統一する。

## 生涯

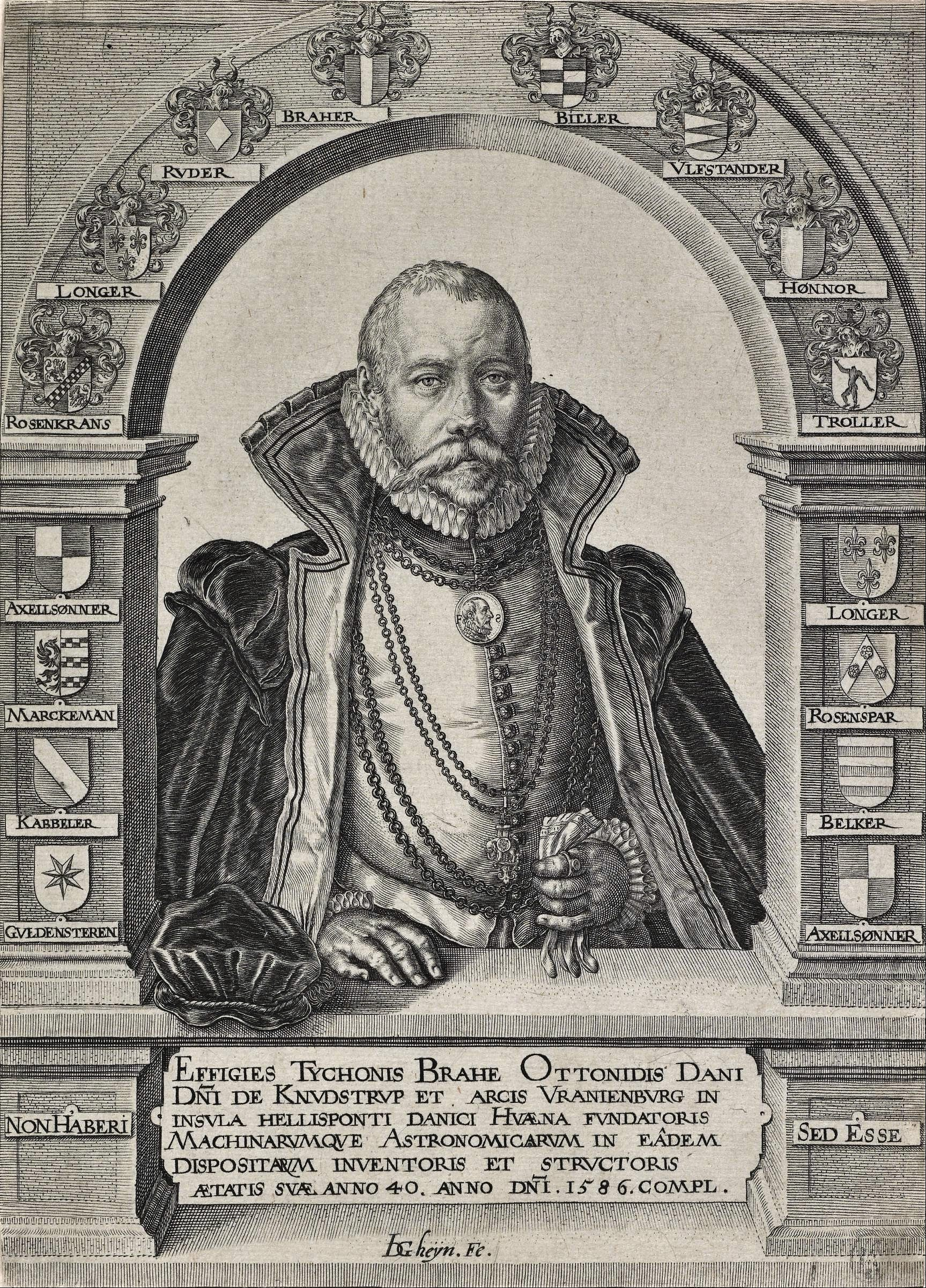
高貴な祖先の紋章の盾に囲まれた1586年のティコ・ブラーエの肖像画。ヤーコブ・デ・ヘイン2世画。

ティコはデンマークで最も有力な貴族家系の1つに後継者として生まれた。彼の両親の出身家系であるブラーエ家とビレ家に加え、ルーズ家（Rud）、トロレ家、Ulfstand家、ローセンクランス家が彼の系譜に連なっていた。祖父、曽祖父の全員がデンマーク王の枢密院（Riksråd）のメンバーを務めた。父方の祖父で同名のテューイェ・ブラーエ（Thyge Brahe）はスコーネにあるトステルプ城の城主であり1523年の宗教改革戦争（Lutheran Reformation Wars）で、メルムー（Malmö）包囲戦の最中に死亡した。母方の祖父クラウス・ビレはボーフス城の城主で、スウェーデン王グスタフ1世の2番目の従兄弟であり、ストックホルムの血浴において、スウェーデン貴族に敵対したデンマーク王の側に立って参加した。父のオテ・ブラーエは、ティコの祖父と同じように王室枢密院のメンバーであり、ビエーデ・クラウスダター・ビレと結婚した。彼女もまたデンマークの王宮でいくつかの王領地（royal land）の称号を保持している有力者であった。両親はいずれもクヌツトープから4キロメートル東のKågeröd教会の治下に埋葬された。

### 幼少期
ティコは一家の先祖伝来の根拠地であるクヌツトープ城（デンマーク語：Knudstrup borg、スウェーデン語：Knutstorps borg）で生まれた。この地はデンマーク領スコーネ（当時）にあるSvalövの北8キロメートルにある。彼は12人兄弟の長男で、このうち8人が成人まで生きた。ティコの双子の弟は洗礼を受ける前に死んだ。ティコは後にこの死に別れた双子のためにラテン語の頌歌（ode）を書いた。これは1572年に印刷され、彼の最初の出版物となった。元々はクヌツトープにあったエピタフ（墓碑銘）は現在は教会のドアの飾り板にあり、少年時代のティコを含む家族全員が描かれている。
まだ2歳の時、ティコはおじのヤアアン・ブラーエとその妻インガー・オクセ（王室のSteward of the Realmであるピーザ・オクセの姉妹）に引き取られた。この夫妻には子供がいなかった。オテ・ブラーエがこの夫妻に子供を譲り渡すことに合意した理由は不明である。だが、ティコは兄弟姉妹たちの中でクヌツトープで直接母に育てられていない唯一の子供であった。ティコはトステルプと、ランゲラン島のTranekærにあるヤアアン・ブラーエの邸宅で育ち、後にオーデンセ近くのNæsbyhoved城に移り、さらにその後再びファルスター島のニュクービン（Nykøbing）城に移り住んだ。ティコは後に、ヤアアン・ブラーエについて「存命中、彼は私が18歳になるまで、何不自由無く育ててくれた。彼は常に私を自分の息子として扱い、自身の後継者とした。」と書いている。
6歳から12歳まで、ティコはラテン語学校（恐らくニューケビンにあった）に通った。1559年4月19日、12歳の時、ティコはコペンハーゲン大学で学業を始めた。そこで彼はおじの希望に沿って法学を学んだが、他の様々な分野も学び、天文学に興味を持つようになった。コペンハーゲン大学ではアリストテレスが科学理論の基盤であり、ティコも恐らくアリストテレス自然学と宇宙論（cosmology）を学んだであろう。ティコは1560年8月21日の日食の瞬間に立ち会った。当時の観測データに基づく予測ははずれていた（day off）が、彼は予測が実施されたこと自体にに大きな感動を覚えた。ティコはより精密な観測がより正確な予測を行うための鍵であると認識した。彼は天体暦とヨハネス・ド・サクロボスコの『De sphaera mundi』、ペトルス・アピアヌスの『Cosmographia seu descriptio totius orbis』、そしてレギオモンタヌスの『De triangulis omnimodis』などの天文学書を購入した。
しかしヤアアン・ブラーエはティコが公僕の道へ進むべく学ぶことを望み、1562年初頭に彼をヨーロッパへ留学の旅へ送った。15歳のティコの指導教師として19歳のアナス・サアアンスン・ヴィーゼルが当たったが、ティコは結局この留学中にヴィーゼルに天文学を探求する許可を求める。ヴィーゼルとティコは1562年にコペンハーゲンを離れた。3月24日、彼らはライプツィヒを訪れ、ルター派のライプツィヒ大学に入学した。1563年、彼は木星と土星の合を観測し、この合を予測するために使用したコペルニクスとプトレマイオスの天文表が不正確であることに気づいた。このことで彼は天文学の発展には体系的かつ精密な観測を、当時入手可能な最も正確な器具を用いて毎晩行う必要があると悟った。彼は自身の全ての天文観測記録を詳細に記録し始めた。この時期、彼は天文学の研究と占星術を組み合わせ、各著名人のためにホロスコープを設置した。
ティコとヴィーゼルが1565年にライプツィヒから帰国した時、デンマークはスウェーデンとの戦争の最中であり、ヤアアン・ブラーエはデンマーク艦隊の副提督（vice-admiral）としてこれに参加して、第一次オーランドの戦いでスウェーデンの軍艦マースの撃沈に関わり、国民的英雄となっていた。ティコのデンマーク到着の直後、ヤアアン・ブラーエは1565年4月の戦いで敗れ、すぐ後に高熱で死亡した。これについて、彼がデンマーク王フレゼリク2世と一緒に飲んでいた夜、王がコペンハーゲン運河に落下し、ヤアアン・ブラーエが彼を追って運河に飛び込み肺炎を患ったという物語がある。ヤアアン・ブラーエの資産は妻のインガー・オクセに渡った。彼女はティコに格別の愛情を持っていた。

### ティコの鼻

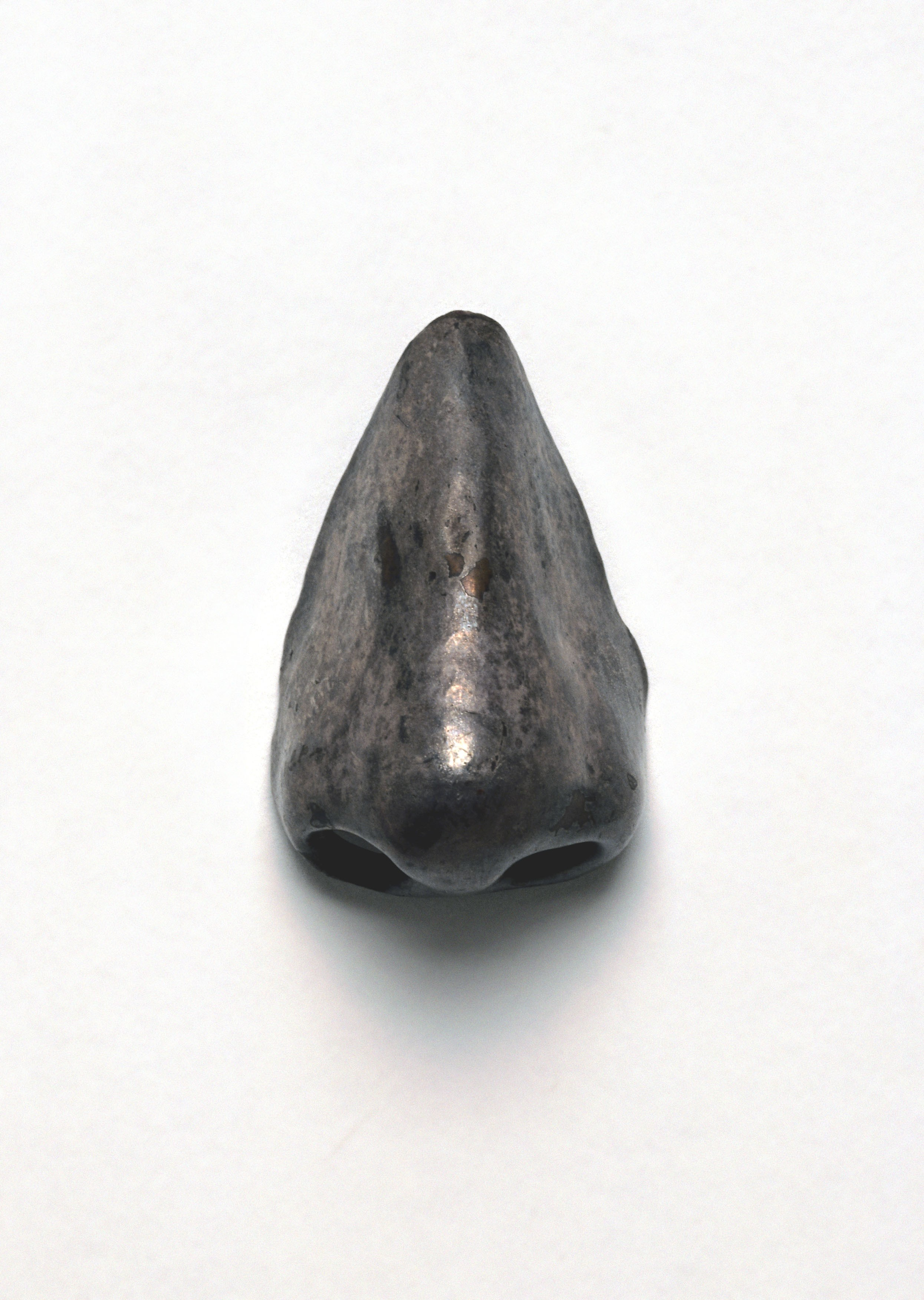
ティコが身に着けたものと同じ種類の付け鼻。この図示した製品はティコの物ではない。

1566年、ティコ・ブラーエはロストック大学で学ぶために旅立った。ティコはこの大学の有名な医学部で学び、医療錬金術と植物医療学（botanical medicine）に関心を持った。1566年12月29日、ティコは同窓生のデンマーク貴族メンドルプ・パースベアウ（ティコの3番目の従兄弟）との剣による決闘で鼻の一部を失った。12月10日のルカス・バックマイスター教授の家で開かれた婚約パーティーでティコとパースベアウは酔っぱらった末に誰が優秀な数学者かについて口論になった。29日に再び衝突寸前に至ると、彼らはこの対立を暗闇の中の決闘によって解決することにした。二人は後に和解したが、この決闘の結果、ティコは鼻梁を失い額を横切る大きな傷を負った。大学で彼は可能な限りの治療を受け、その後の人生において付け鼻を装着して過ごすことになった。この付け鼻はコムギペーストまたは糊で接着され、銀と金で作られていたと言われていた。2012年11月、デンマークとチェコの研究者は、2010年に掘り返された彼の体の鼻の部分から採取された小さな骨のサンプルを科学調査し、実際にはティコの付け鼻は真鍮製であったと報告した。

### ウラニボリでの生活と科学
1567年4月、ティコは科学者になるという確固たる意志と共に留学から故郷へと戻った。彼は親類の多くから政治と法律の道へ進むことを期待されており、またデンマークは未だスウェーデンと戦争中であったが、彼の家族は科学に人生を捧げるという彼の決断を支援した。ティコの父もティコが法の道へ進むことを望んだが、ティコはロストックとその後のアウクスブルク（そこでティコは巨大な象限儀を建設した）、バーゼル、そしてフライブルクへの留学を許された。1568年、彼はロスキレ大聖堂で名誉ある律修司祭（canon）に叙任された。このことで彼は研究に集中することができるようになった。1570年の終わりに、彼は父の病気を知らされクヌツトープ城に戻った。この城でティコの父は1571年5月9日に死亡した。戦争は終わり、デンマークの貴族たちはすぐに繁栄を取り戻した。すぐ後、別のおじスティーン・ビレ（Steen Bille）はティコが天文台とヘアヴェウ修道院の錬金術研究所を建設するのを支援した。

#### キアステン・ヤアアンスダターとの結婚
1571年の終わり、ティコはクヌツトープのルーテル教会の牧師（minister）ヤアアン・ハンスンの娘、キアステン（Kirsten）と恋に落ちた。彼女は平民であり、結婚すれば貴族としての特権を喪失することになるため、ティコは彼女と正式に結婚したことはない。ただしデンマークの法は貴賤結婚を認めており、貴族の男性と平民の女性が公然と夫婦として3年間生活を共にすることが可能で、その後両者の関係は法的に正式の結婚となった。だが、夫妻はそれぞれの社会的地位を維持し、共に生活する子供たちは平民とみなされ、称号・土地所有権・紋章、更には父親の貴族としての名前に対する権利も認められなかった。国王フレゼリク2世は、ティコの選んだ妻を尊重したが、彼自身は愛した女性と結婚できなかった。ティコの家族たちの多くはこの結婚に同意せず、多くの教会関係者は彼に対して神に祝福された結婚では無いとし続けた。キアステン・ヤアアンスダターが産んだ最初の娘、キアスティーネ（Kirstine、ティコの妹の名前から名付けられた）は1573年10月12日に生まれ、ペストを患って1576年に死亡した。ティコは彼女の墓石に心からの哀歌（elegy）を書いた。1574年、彼らはコペンハーゲンに移住し、そこで娘のマウダリーネ（Magdalene）が生まれた。後に、家族はティコと共に国外へ亡命した。キアステンとティコは彼の死までのおよそ30年間を共に過ごした。夫妻は8人の子供を授かり、うち6人が成人まで生きた。

#### 1572年の超新星

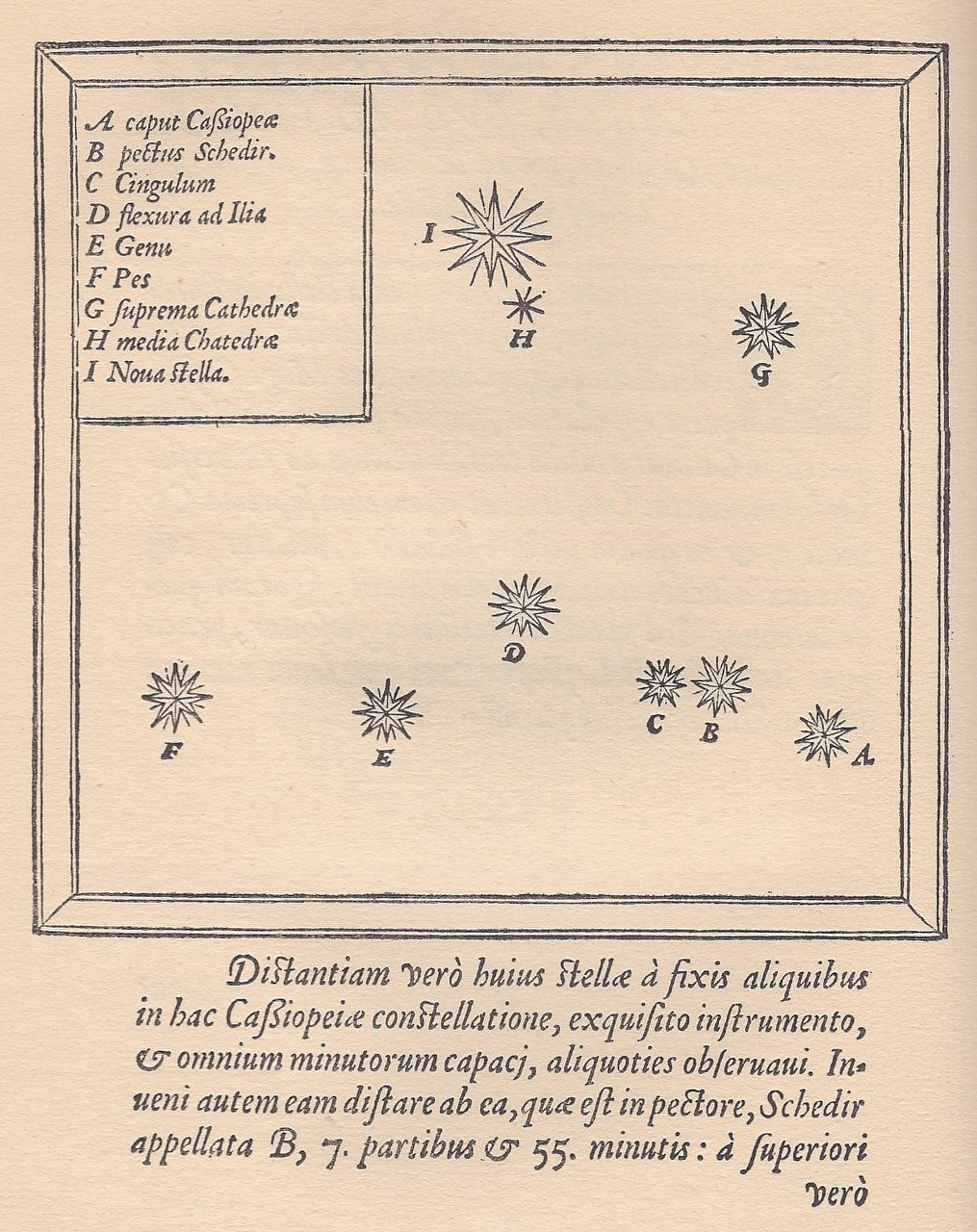
1572年の超新星の位置（一番上の「I」とラベルされた星）を示したカシオペア座の星図、ティコ・ブラーエ作「De nova stella」

1572年11月11日に、ティコは（ヘアヴェウ修道院から）極めて明るい星を観測した。予期せずカシオペア座に現れたこの星は現在SN 1572とナンバリングされている。古代以来、月軌道を超えた世界は永久不変（天の不変はアリストテレス主義的世界観の基本的な公理であった。）とされていたため、他の観測者たちはこの現象は地上から月までの球より下（the terrestrial sphere below the Moon）の現象であると主張した。しかしまず、ティコは観測でこの天体に背景の恒星に対する日周視差が観測されなかったことを示した。これは少なくとも、そのような視差が見られる月や惑星よりもこの天体が遠くにあることを暗示していた。また、全ての惑星は、たとえ日周視差が検出されないような外側の遠い惑星でも周期的な軌道運動を行っていたのに対し、彼はこの新しい天体の相対位置が数ヶ月以上にわたり背景の恒星に対して変化しなかったことも発見した。これはこの天体が惑星でもなく、あらゆる惑星よりも遠い天球にある恒星であることを示していた。1573年、彼は『De nova stella』という小さな本を出版した。この本で「新しい」星のために新星（nova）という用語を作った（現在ではこの星は超新星、supernovaに分類され、地球から7,500光年の位置にあることが分かっている）。この発見は職業として彼が天文学を選択する上で決定的なものであった。ティコはこの現象の天文学的意味合いを退けてしまう人々に極めて批判的であり、『De stella nova』の序文に「O crassa ingenia. O caecos coeli spectatores（おお、満ち満ちた知恵よ、おお、盲目の空の監視者たちよ）」と書いている。この発見の出版によって彼の名は全ヨーロッパの科学者たちの間でよく知られるようになった。

#### ヴェン島の領主として

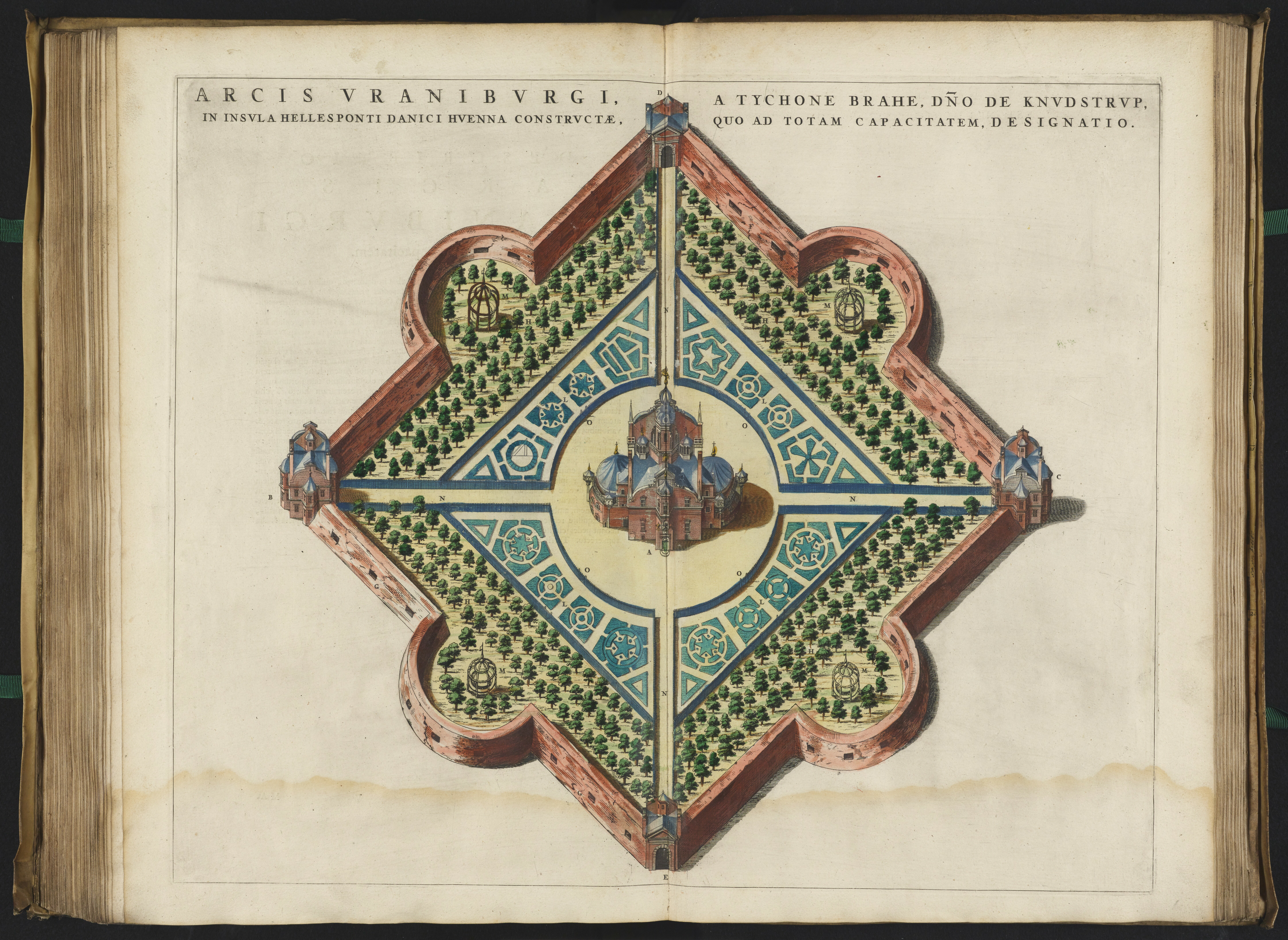
水彩画で書かれたウラニボリの宮廷天文台の計画

ティコはしばしば学生と妹のソフィーア・ブラーエの助けを受けながら、精密な観測を続けた。1574年、ティコは1572年のヘアヴェウ修道院での最初の観測情報を公表した。彼はその後、天文学の講義を始めたが、それを諦め1575年の春にデンマークを去って国外周遊に出た。彼は最初にヘッセン＝カッセル方伯ヴィルヘルム4世を訪れ、その後フランクフルト、バーゼル、ヴェネツィアを訪れた。ヴェネツィアではティコはデンマーク王フレゼリク2世の代理人として行動し、フレゼリク2世がエルシノーの新しい宮殿に望む芸術家や大工と接触した。ティコが帰国するとフレゼリク2世はティコの家柄に相応しい地位を与えることでその献身に報いたいと望み、ティコにハマスフース城やヘルシンボリ城のような軍事的にも経済的にも重要な場所の支配者となるように申し出た。しかしティコは科学を探求することを好み、領地経営を行う地位に就くことを嫌がった。彼は友人のヨハネス・プラテンシス（Johannes Pratensis）に「私は我らが慈悲深き国王陛下が寛大にも勧めて下さったいかなる城の主の地位も望んでいなかった。私はこの地の社会、慣習のあり方、その他のデタラメが気に入らない。」と書き送っている。ティコは密かにバーゼルに移住する計画を開始した。彼はそこで急速に進化する学問に参入し、科学に没頭する生活を送ることを望んでいた。だが、フレゼリク2世はティコの計画を聞きつけると、著名な科学者を手放したくないという欲求に駆られ、ティコにユーラソン海峡のヴェン島と、天文台の建設資金の提供を提案した。

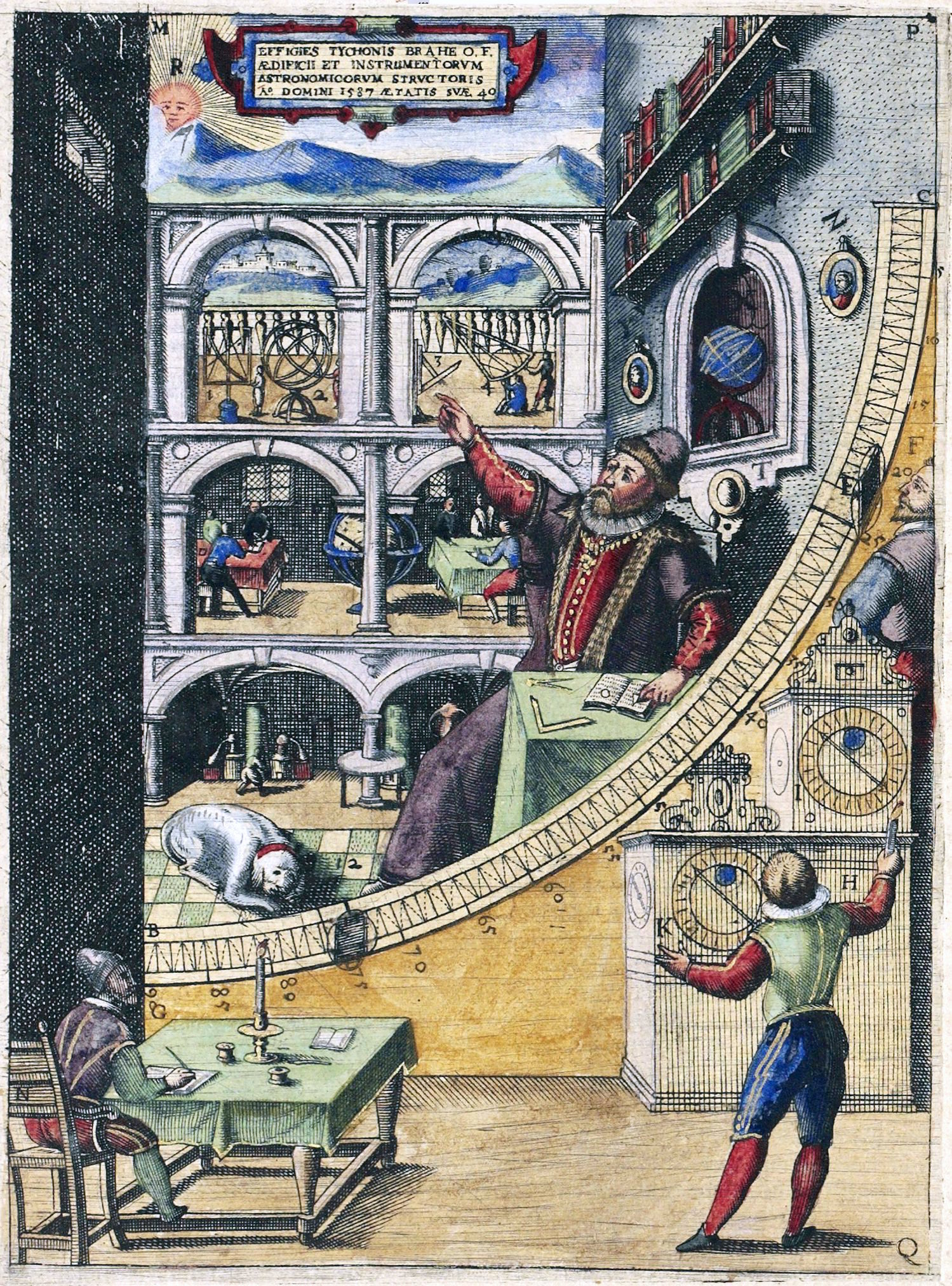
ティコ・ブラーエのウラニボリの象限儀を表した巨大な壁画。

ヴェン島はそれまで直轄王領地であり、島内には自らを自由自営農（freeholding farmers）と考える50家族が居住していたが、ティコ・ブラーエがヴェン島の封建領主に任命されるとともにこの状況は変わった。ティコは農業計画を支配し、従来の2倍の耕作を農民たちに要求した。また彼は新しい居城を建設するために厳しい賦役労働を農民たちに課した。農民たちはティコ・ブラーエによる過酷な徴税に不平を言い、彼を法廷に立たせた。法廷はティコが徴税と賦役を課す権利を確立し、島の領主と農民の間の相互義務の詳細を定めた。
ティコ・ブラーエはウラニボリの彼の城を軍事的な要塞ではなく、芸術と科学の神々ミューズに捧げる神殿にすることを構想した。それ故に、その城は後に天文学のミューズであるウラニアにちなんで命名された。建設は1576年に（彼の錬金術実験のための地下研究室と共に）始まった。ウラニボリはヴェネツィア人建築家アンドレーア・パッラーディオに影響を受け、北欧でイタリア・ルネサンス建築の影響が見られる最初の建造物の1つとなった。ティコはウラニボリの塔は計測器具が風雨に曝露し、また建物が動くため、天文台として十分な機能を持っていないことに気づき、2つ目の地下天文台を1581年にスターニボリに建設した。この地下室には蒸留や化学実験を行うための16器の窯を備えた錬金術研究所が付随していた。この時代では珍しいことに、ティコがウラニボリに設置した研究センターではおよそ100人の学生と職人がおり、1576年から1597年まで働いた。ウラニボリはまた、スカンディナヴィアで最初期に属する印刷所と製紙工場もあり、これによってティコは自分の透かしを入れた現地生産の紙で研究成果を出版することができた。彼は製紙工場のホイールを回すための貯水池と運河のシステムを構築した。長年にわたってティコはウラニボリで研究を続け、数多くの学生や弟子（protegés）から補佐を得た。彼らの多くが天文学への道を歩んだ。その中には後にティコ体系の主たる支持者となり、ティコの代理としてデンマークの王室天文学者となるクリスチャン・ソレンセン・ロンゴモンタヌスや、ピーザ・フレムルーセ、イリーアス・オールスン・モースィング、そしてコート・アスラクスンがいた。ティコの観測器具製造業者ハンス・クロールもまた、この島の科学コミュニティの一員となった。

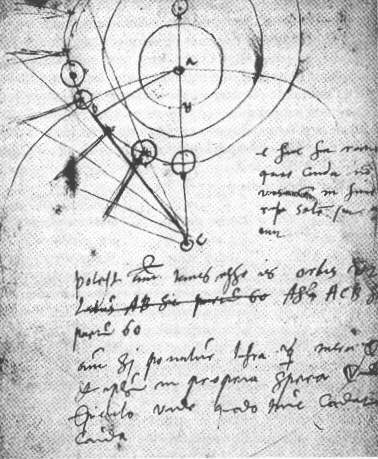
1577年の彗星の観測を記したティコ・ブラーエのノート。

彼は1577年11月から1578年1月にかけて北の空に見えた大彗星を観測した。ルター派の間では彗星のような天体は黙示録的な終末を伝える強力な予兆であると一般に信じられており、ティコによる観測以外にも幾人ものデンマーク人アマチュア天文学者がこの彗星の観測を行って、差し迫った運命の預言を出版した。ティコは地球からこの彗星までの距離が地球から月までの距離よりも遥かに遠く、その彗星の起源が地球圏（earthly sphere）ではありえないことを突き止め、月以遠の天の不変という命題に対して彼が以前から持っていた反アリストテレス的な結論が正しいことを確認している。彼はまたこの彗星の尾が常に太陽と反対側に伸びていることを確認した。彼は彗星の直径、質量、そして尾の長さを計算し、それを構成している物質を推測した。この時点で、彼はコペルニクスの理論を破棄してはいなかったが、この彗星の観測はコペルニクスモデルに代わる、不動の地球を想定した新たな理論を確立する意欲を彼に掻き立てさせた。この彗星についての彼の原稿の後半部は占星術的、および黙示録的な面を扱っており、彼の競争者たちが出していた予言を退け、それに代わる彼自身の、近未来の悲惨な政治的事件発生の予言を行った。彼の預言にはモスクワにおける流血と、イヴァン雷帝が崩御が差し迫っており、それは1583年までに起きるというものがあった。

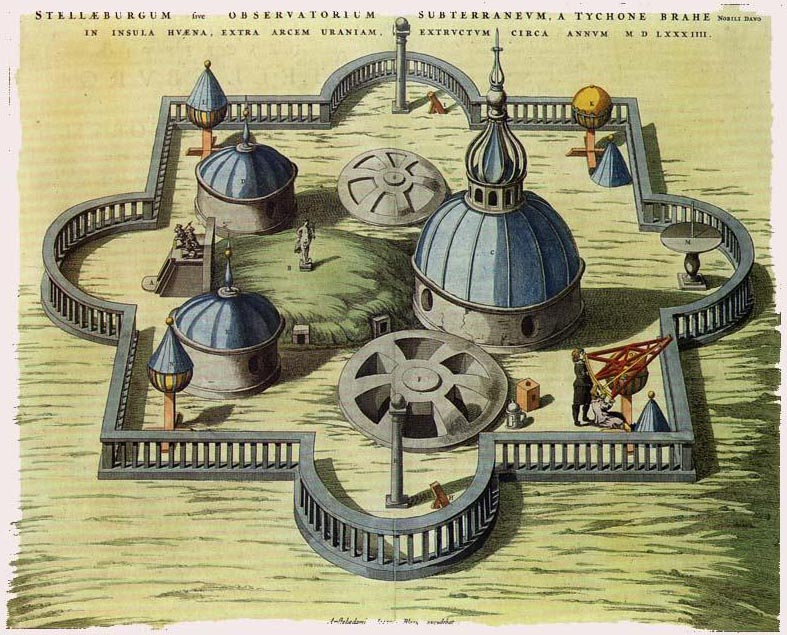
スターニボリにあったティコ・ブラーエの天文台の地上部分を描いた絵。

ティコはデンマーク王室から多大な支援を受けており、それは1580年代における年間歳入の1パーセント程度に相当する規模であった。ティコはしばしば城で大規模な懇親会（social gatherings）を開催した。数学者ピエール・ガッサンディは、ティコはヘラジカ（elk）を飼っており、ティコの教師（mentor）であったヘッセン＝カッセル方伯ヴィルヘルム4世はティコにシカよりも速い動物がいるかどうか尋ねたと書き記している。ティコは、それはいないが、飼育しているヘラジカを送ることができると答えた。ヴィルヘルム4世はウマと交換でヘラジカを受け取ると答えたが、ティコはヘラジカがランズクルーナの貴族を楽しませるためにそこを訪問している最中に死亡してしまったと答えた。そのヘラジカはディナーの最中、大量のビールを飲んだ後に階段から転落死したと思われる。ヴェン島を訪れた多くの貴族たちの中には、デンマーク王女アンと結婚したイングランド王ジェームズ1世（スコットランド王としては6世）がいた。彼は1590年にヴェン島を訪れた後、ティコ・ブラーエとアポローン及びパエトーンを比較した詩を書いた。
王に邸宅を下賜されたことの対価である義務の一部として、ティコは王室の占星術師としての役割を果たした。毎年、年初に宮廷に暦（Almanac）を提出し、その年の政治と経済に星々が及ぼす影響を予測する義務を負った。また王子たちが生まれた時には、彼らのためのホロスコープを用意し、彼らの運命を占った。彼はまた、かつての教師（tutor）であった地図作成者（cartographer）アナス・サアアンスン・ヴィーゼル（Anders Sørensen Vedel）と共に、デンマークの全領土を地図化するための旅行を行った 。王の親族であり、王妃ソフィー（ティコの母ビエーデ・ビレと義母インガー・オクセはともにゾフィーの宮廷のメイドをしていたことがあった）と親しかったため、ティコはヴェン島とウラニボリが彼の相続者の手に渡るという約束を取り付けた。

#### 出版、文通、科学的論争

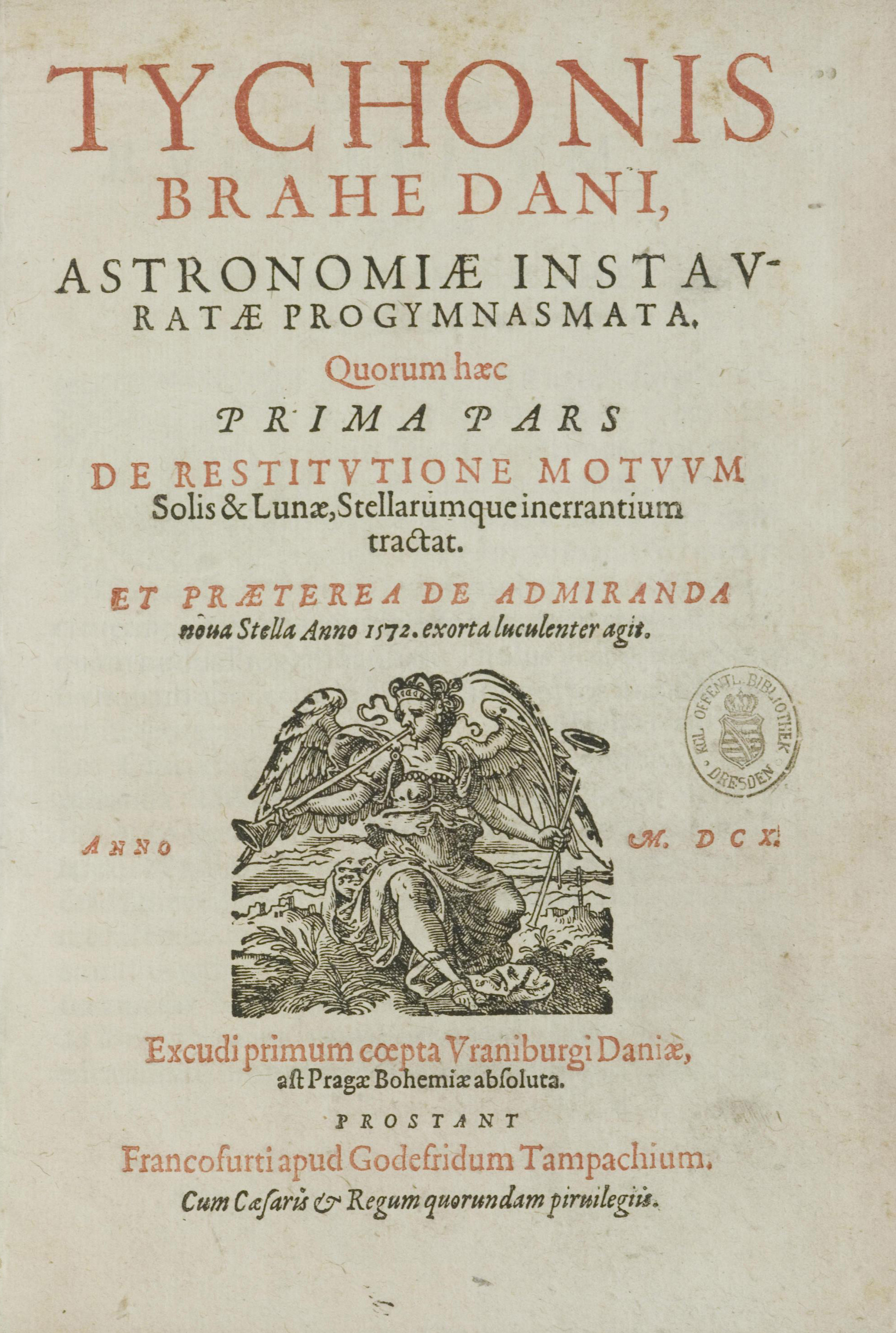
1610年版『Astronomiae Instauratae Progymnasmata』の口絵

1588年、ティコの支持者であったフレゼリク2世が死亡し、またティコの偉大な研究成果、2巻本の『Astronomiae Instauratae Progymnasmata（Introduction to the New Astronomy）』が出版された。ただし1572年の新星について記した第1巻は準備がまだできていなかった。これは、1572年から1573年にかけて観測機会が減少していたので、屈折、歳差運動、太陽の動きなどの影響を補正するためにより多くの研究が必要であったためである。これはティコの存命中には完成しなかった（1602年/1603年にプラハで出版された）が、1577年の彗星を取り扱った第2巻の「De Mundi Aetherei Recentioribus Phaenomenis Liber Secundus（第2巻 天界における最近の現象について）」はウラニボリで印刷され、複数のコピーが1588年に発行された。この本には1577年の彗星の観測に加えて、ティコが考案した宇宙体系について記されていた。1580年以降の彗星を同様の手法で取り扱った第3巻も企画されたが、1585年の彗星について多くの観測結果がまとめられたものの、それが出版されることはなく、書かれることもなかった。これらはこの彗星の観測結果と共に1845年に初めて出版された。
ウラニボリにおいて、ティコ・ブラーエはヨーロッパ中の科学者や天文学者との文通を継続していた。彼は他の天文学者の観測結果を問い、また彼らがより正確な観測を行えるように自身の技術進歩を共有した。故に彼が持っていた交流関係は彼自身の研究にとって重要であった。こうした文通はしばしば、学者たちとのプライベートな関係のみではなく、観測結果を広める手段であり、進歩と科学的合意を築くためのものであった。文通を通じて、ティコ・ブラーエは彼の理論に対する批判者たちといくつかの個人的な紛争に関与した。批判者たちの中で著名な人物にはアリストテレス的世界観の権威を強く信奉するスコットランド人の医師ジョン・クレイグ、プラハの宮廷に仕える天文学者でウルシス（Ursus）の別名で知られるニコラウス・ライマース・ベアがいた。ニコラウス・ライマースはティコが彼の宇宙論モデルを剽窃したと非難した。クレイグは1577年の彗星が地球の大気圏中ではなく、天球の中の現象であるというティコの結論を受け入れることを拒否した。クレイグはティコの方法論に疑問を呈し、自身の彗星観測結果を使用してその矛盾を突こうと試みた。これに対しティコ・ブラーエは自身の結論の『apologia』（弁護）と題する出版を行い、その中で追加的な議論を行うとともに、クレイグの考えの無能を主張する強い言葉で非難した。別の議論は数学者ポール・ウィチシュとのものであった。彼は1580年にヴェン島に滞在した後、カッセルのヴィルヘルム4世と彼のお抱えの天文学者クリストフ・ロスマンに、ティコの観測器具のコピーの作り方を、ティコの許可を得ることなく教えた。次いで、ウィチシュと共に学んだクレイグは、ティコが使用しているいくつかの三角法の理論の開発に対するウィチシュの役割を、ティコが不当に過小評価していると非難した。ティコ・ブラーエはこれらの紛争を処理するにあたり、出版および議論と自身の回答を広く普及させることで、科学コミュニティの支持を確実なものとした。

### 亡命と晩年
祖国よ、私はあなたの怒りを買ったのか？

あなたは私の所業を悪だとお考えか。

だがあなたの威名を諸国に広めたことは悪であるのか？

どうか教えて欲しい、私より前に誰がこれを為したというのか？
1588年にフレゼリク2世が死んだ時、その息子で後継者であったクリスチャン4世はまだ11歳であった。彼の戴冠式が行われる1596年まで、摂政会議（A regency council）が変わって統治することが決定された。この会議の長（Steward of the Realm）クリストファ・ヴェルキンドーフはかつて衝突して以来ティコ・ブラーエを嫌っており、デンマーク宮廷におけるティコの影響力は徐々に低下した。ティコはヴェン島における自身の遺産が危機に晒されていることを感じ、太后ソフィーにアプローチをかけ、彼女にヴェン島の資産をティコの後継者に与えるとした無き夫フレゼリク2世の約束を文書として残すように依頼した。だが、彼は若い新王が科学よりも戦争に大きな興味を抱いており、また父親の約束を維持する意思が無いことを悟った。国王クリスチャン4世は貴族たちが役人を酷使していることとルター派教会を異端としてを非難することを通じて、貴族の領地を没収し、その収入源を最小化することで貴族の力を抑える政策を取った。ティコは貴族層に属しており、またルター派内の分派であるフィリップ派（フィリップ・メランヒトンの信奉者たち、穏健ルター派）に共感を覚えていることが知られていた。そのため彼は新たな王の恩寵を受けることはできなかった。さらにティコはヴェルキンドーフ以外にも複数の敵がいた。個人的にティコ・ブラーエに不満を持っていた侍医のピーダ・セヴリーヌスや、ティコのフィリップ派への共感と（教会の裁可を受けることなしに行っていた）医学と錬金術の探求、またティコがヴェン島の現地聖職者に洗礼の儀式でのエクソシスムを禁止していたことなどから、彼が異端であると疑う純正ルター派の司教たち（Bishops）などがそうであった。ティコ・ブラーエに向けられた非難の中には、彼がロスキレの王室礼拝堂を適切に維持できなかったことや、彼がヴェン島の農民に対し残酷であり搾取を行ったことなどがあった。
ティコの忍耐の限界を超える最後の一押しは、恐らくは彼の宮廷内の敵に扇動された平民の群衆がコペンハーゲンの自宅前で暴動を起こしたことであった。ティコ・ブラーエは1597年にヴェン島を去りコペンハーゲンにいくつかの観測器具を運んだ。そして残りを島の管理人（caretaker）に委ねた。島を去る直前、彼は1,000個の恒星の位置を記録した星表を完成させていた。王の好意を取り戻そうとするいくつかの試みが失敗に終わった後、遂に彼は諦めて亡命することを決め、自身の才能を認めなかったデンマークを穏やかに批判した『Elegy to Dania（デンマークへの哀歌）』を書いた。これは彼が残した中で最も有名な詩である。ウラニボリとスターニボリで彼が使っていた観測器具は、1598年に初めて出版された著書『Astronomiae instauratae mechanica（天文学再興のための機器）』の中で詳細に図示され説明されている。クリスチャン4世はティコ・ブラーエが残していった観測器具を記録するためにヴェン島に2名の使者を送った。天文学に精通していなかったこの使者たちはティコの巨大な象限儀や六分儀のような大型の機械装置を「有害無益」だと報告した。
1597年から1598年にかけて、彼はハンブルク郊外のヴァンデスブルク（Wandesburg）にある友人のハインリヒ・ランツァウの城で過ごした。彼らはその後しばらくの間ウィッテンベルクにあったかつてのフィリップ・メランヒトンの家で過ごした。
1599年、彼は神聖ローマ皇帝ルドルフ2世の後援を得て、宮廷天文学者（Imperial Court Astronomer）としてプラハへ移った。ティコはプラハから50キロメートル離れたベナーツキ・ナド・イゼロウの城の中に新しい天文台を建設し、そこで1年間研究を続けた。ルドルフ2世はその後ティコをプラハへ呼び戻し、彼はその死までそこで過ごした。プラハの宮廷ではティコの平民出身の妻とその子供も貴族の如く扱われていた。このようなことはデンマークの宮廷ではありえないことであった。
ティコは皇帝ルドルフ2世やオルドリヒ・ディサイトリオス・プルスコフスキー・フォン・プルスコフ（Oldrich Desiderius Pruskowsky von Pruskow）などの貴族から資金的な支援を受けた。ティコは彼に有名な『Mechanica』を捧げた。支援の見返りとして、ティコは彼らのホロスコープを作り、パトロンたちのために出産のような出来事についての予言や天候の予測、1572年の超新星（しばしばティコの超新星とも呼ばれる）や1577年の大彗星のような重要な天文現象の占星学的解釈を提供した。

#### ケプラーとの関係
ヨハネス・ケプラーは最初の著書『宇宙の神秘』をティコに贈呈した。ケプラーの宇宙観はティコのものと全く相容れないものだったが、ティコはこの若い天文学者に最大限の賛辞を送り、その気があるならば共同研究者として迎え入れる用意があると遠回しに付け加えた書簡を送った。その後宗教改革の荒波の中で、ケプラーは宗教上の理由により教職を罷免され無職となった。ケプラーは書簡を頼りに、ティコの元に向かった。予期せぬケプラーの来訪にティコは困惑したが、自身の発言には責任を持つ男だったため、ケプラーはティコの元で働くことになった。ケプラー自身は、自分は共同研究者として招かれたはずなのに、助手のように扱われていると不満を漏らしている。ティコはこの後、ケプラーと密接な関係をもって研究を行った。ティコの死後、直後にケプラーがティコの庇護者ルドルフ2世によってティコの後任の宮廷天文学者に任命されたことを考慮すると、ティコ自身がケプラーを単なる助手として扱っていた可能性は低い。ケプラーはコペルニクス体系の正しさに確信を持っていた。そしてティコのモデルは間違っており、それがコペルニクスモデルにおける太陽と地球の位置の単純な「入れ替え」によって得られたと考えていた。二人はともにティコの正確な座標に基づく新しい星表の作成を行った。これは『ルドルフ表』として結実した。また、プラハの宮廷にはニコラウス・ライマース（ウルシス）がいた。彼は以前、ティコの体系と同一のモデルである地球・太陽中心の惑星モデルを発展させた人物で、ティコが自身の考えを剽窃したと考えていた。ケプラーはウルシスを非常に高く評価していたが、この時にはティコに雇用されており難しい立ち位置にいた。ケプラーはティコとウルシスの惑星軌道モデルを両方とも支持していなかったが、ウルシスによる告発から雇用者であるティコを守らねばならなかった。1600年、ケプラーは小冊子（tract）『Apologia pro Tychone contra Ursum（ウルシスに対するティコの弁護）』を書きあげた。ケプラーはティコの手法とその正確な観測を強く尊敬し、ティコを科学的天文学再興の基盤をもたらす新たなヒッパルコスであるとみなした。

### 病、死、死因

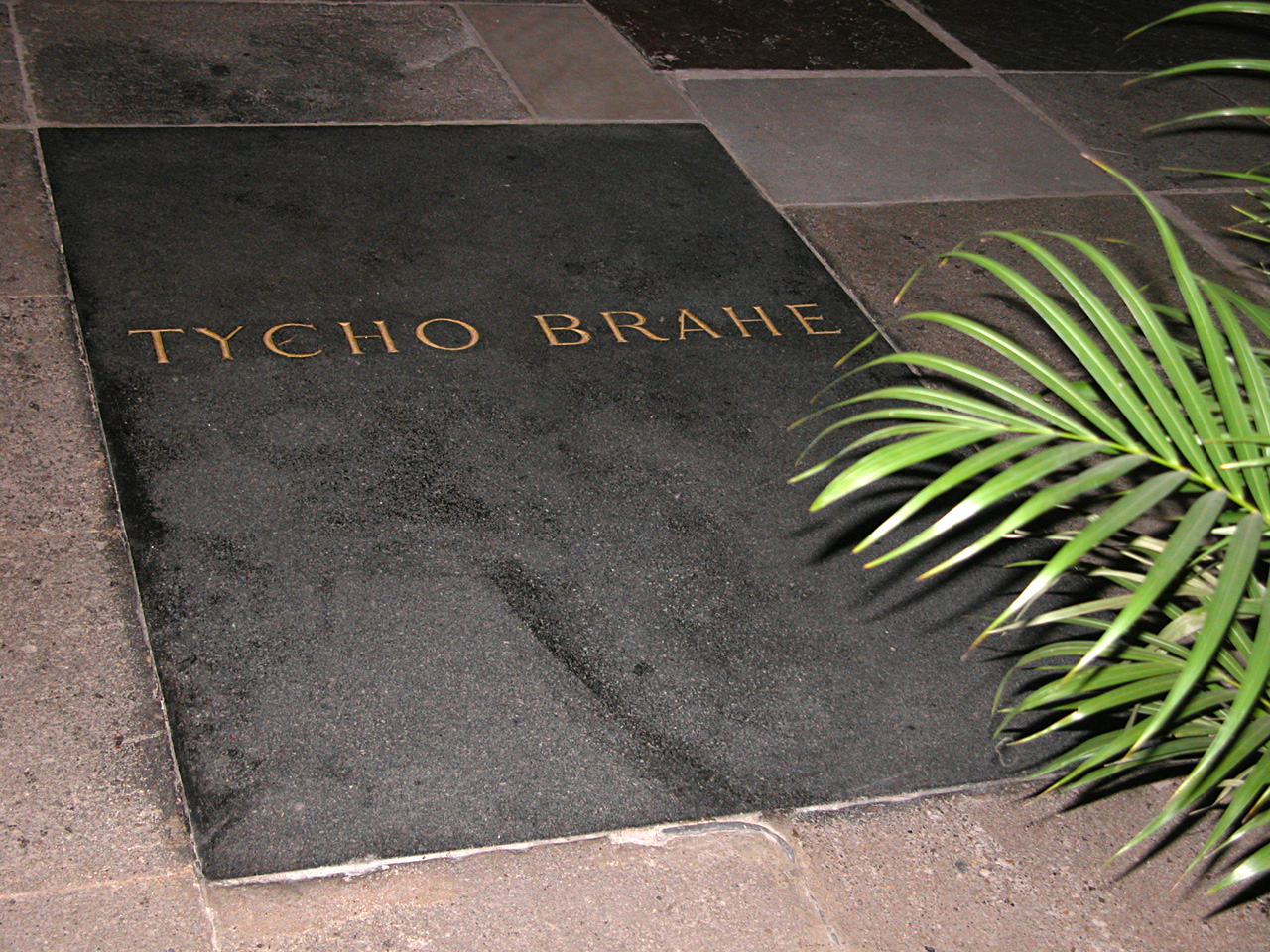
プラハにあるティコ・ブラーエの墓。墓石は1901年に新たに設置された

ティコはプラハでの宴席に出席した後、突如膀胱または腎臓の病気を患い、その8日後の1601年10月24日に死亡した。享年54歳であった。ケプラーの目撃証言によれば、ティコは礼を失すること避けるため、その宴会を途中退席して安静にすることを拒否した。帰宅した時には彼は排尿障害に陥っており、僅かな量の排尿しかできず、しかもそれは激痛を伴った。彼が死亡した夜、ティコは精神錯乱（delirium）に苦しみ、ケプラーは頻繁に、「無駄な人生を送ったと思われないことを望む」というティコの叫び声を聞いている。死の前、ティコはケプラーに『ルドルフ表』の完成を託し、コペルニクスではなく自らの惑星系モデルを採用することを望むと伝えた。ティコは「賢者のように生き、愚者のように死んだ」という自身の墓碑銘を書き残したと伝えられている。当時の医師はティコの死因を腎臓結石に求めたが、1901年に彼の遺体を掘り起こして行われた解剖の結果、腎臓結石は見つからなかった。20世紀の医学的知見では、彼の死は恐らく尿毒症の結果であろうとされている。
1990年代の調査はティコの死因が排尿の問題ではなく、水銀中毒によるものである可能性を示唆した。これは彼が毒殺された可能性を推測させた。主要な二人の容疑者のうち1人は彼の助手であったヨハネス・ケプラーで、動機はティコの研究室と薬品類を自身の管理下に置くことであるとされた。もう1人の容疑者は、友人から敵となった（friend-turned-enemy）クリスチャン4世の命令によって毒殺を実行したとされたティコのいとこ、イーレク・ブラーエ（Erik Brahe）である。クリスチャン4世はティコが彼の母親と不倫関係にあったという噂のために殺害を命じたという。
2010年2月、プラハ市当局はティコの遺体を掘り返すというデンマークの科学者たちの要請を承認し、10月にチェコとデンマークのオーフス大学の科学者グループたちは遺骨・髪の毛・衣服のサンプルを調査のために回収した.。彼らはイェンス・ヴェラフ（Jens Vellev）博士の指揮により、ティコの髭の毛を再調査した。2012年10月、調査チームは毒殺を実証するのに十分な量の水銀が検出されなかっただけでなく、致死量に達する他の種類の毒物も存在しなかったことを報告した。調査チームは「ティコ・ブラーエが毒殺されたと想定することは不可能」と結論付けた。この結論は1901年のロストック大学の科学者たちによるティコ・ブラーエの髭のサンプル調査を追認した。水銀の痕跡も発見されているが、これは外部（outer scale）からしか発見されなかった。従って水銀中毒がティコの死因である可能性は除外された。この研究では、水銀の蓄積は恐らく「（ブラーエの）長期にわたる錬金術的活動の中で水銀を含んだ塵が蓄積したもの」から来ている可能性が示唆されている。髪の毛のサンプルには彼の死の2ヶ月前までに、自然値の20-100倍の金が含まれていた。
ティコは旧市街広場、プラハの天文時計そばにあるティーン教会に埋葬された。
ティコの残した観測機器及び観測記録は、1728年のコペンハーゲン大火によりほとんどが失われてしまった。

## キャリア：天空の観測

### 観測天文学

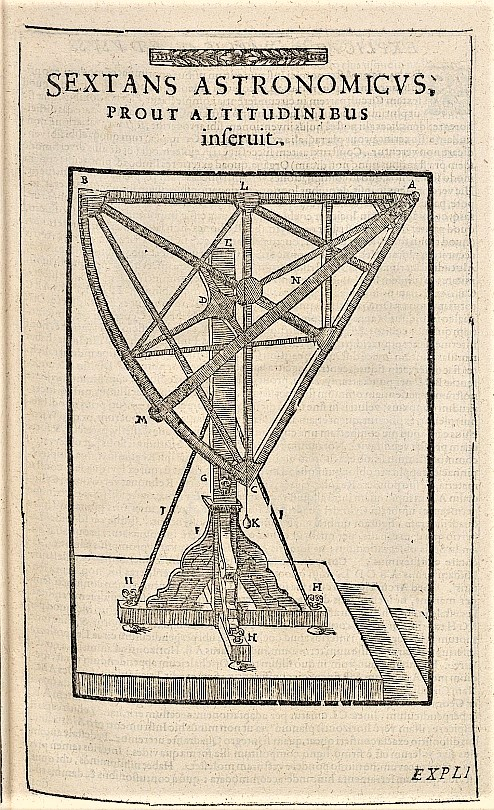
ティコの使用した巨大な六分儀の図

ティコの科学観は正確な観測に対する彼の情熱に突き動かされたものであり、生涯にわたって観測器具の精度向上を探求した。彼は重要な天文学者の中で望遠鏡の力を借りなかった最後の人物であり、彼のすぐ後の世代にはガリレオ・ガリレイを始めとした天文学者が空へ望遠鏡を向けた。肉眼による観測の限界を克服すべく、ティコは既存の観測器具（六分儀と象限儀）の精度向上に多大な努力を払った。彼は大型の六分儀や象限儀を設計し、これらによってより高い精度での観測を可能とした。観測器具の正確さによって、彼はすぐに風の影響と建物の動きに気付き、観測器具を地下の岩盤の上に直接据え付けるようにした。
ティコの恒星と惑星の位置の観測はその質・量、双方において特筆に値する。観測精度は1分単位に近づき、彼の天体の位置の観測結果は彼以前と同時代のあらゆる観測者よりも正確となった（同時代の天文学者ヘッセン＝カッセル方伯ヴィルヘルム4世のおよそ5倍の精度をたたき出している ）。ティコは星表Dにおいて「ティコは以前の星表作成者を遥かに上回る精度、圧倒的規模を達成した。星表Dは観測器具と観測と計算の技術の前例無き合流を示している。これら全てによって、ティコは記録した何百もの星々のデータの精度が1分単位（月の見掛けの直径の約30分の1程度）であると主張している。

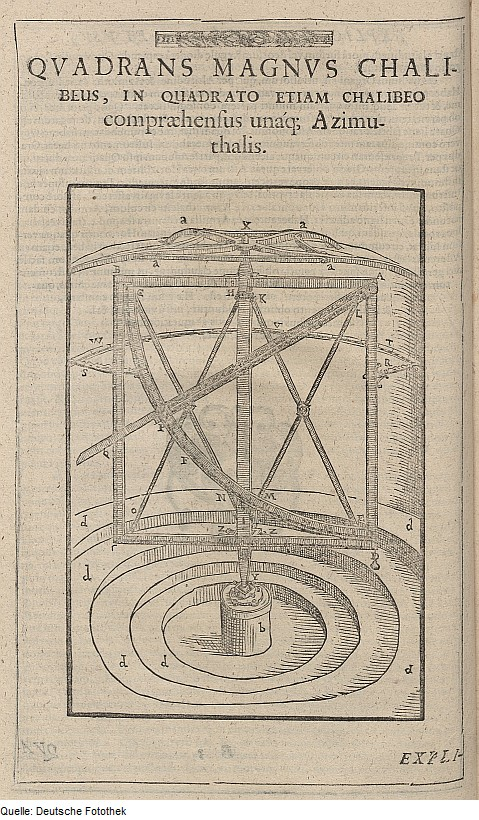
ティコ・ブラーエが使用した巨大な象限儀の図

彼は一貫して自身の天体位置予想の精度のレベルが実際の位置から1分以内の場所を示すことを志し、またそのレベルを実現したと主張していた。しかし実際には彼の星表の示す座標はそこまでの正確さではない。彼が最後に出版した星表の誤差中央値は約1.5分であり、全体のおよそ半分だけがその精度を上回る。座標の全体的な平均誤差は約2分であった。彼の観測ログに記録されたような恒星観測はより正確であったが、使用する観測器具によって32.3秒から48.8秒までの様々な誤差が生じ、ティコの出版した星表ではいくつかの恒星の座標に3度ものシステマティックな誤差が含まれていた。この原因は例えば、古代の誤った視差の値の適用と、北極星の屈折の無視である。ティコが最後に出版した星表において、彼が雇った書記が誤写をしていることが、たびたびにわたり更に大きな誤りの原因となった。
地平線近くや天頂方向で観測された天体は大気による屈折の影響のために実際よりも高い位置に見える。ティコによる最も重要な革新の1つは、この予想される誤差を修正するための体系的な表を始めて作り上げ公表したことである。しかし、当時は45度以上の高度では太陽位置に屈折の効果は無く、20度より高い位置の星の光にも屈折は無いと想定されていた。
また、彼の得た太陽の軌道（つまり、地球の軌道）の精度は、精確な観測と新手法の採用にもかかわらず、満足できるものではなかった。まず、太陽と地球の距離は、疑問を持ちながらもプトレマイオス以来の小さすぎる値を踏襲せざるを得なかった。これは、地心視差の過大な評価につながった。また、軌道要素のうち、離心率の値は、プトレマイオスの値よりは良いものの、中世のアラビアの数値に比べても悪く、例えば9世紀のカリフマアムーンのプロジェクトの値と比べても、誤差は一桁多い。コペルニクスと比べても、決してよくはない。遠地点の方向の精度はこれと同程度であるが、同時代のイスタンブール天文台の数値と比べると、やや悪い高緯度地帯のために大気による屈折が大きく、また地心視差の補正を取り込んだことが、却って災いした。なぜなら、地心視差の計算に必要な太陽までの距離の値が余りに悪かったからである。こういった誤差は、ケプラー『新天文学』での火星の軌道の計算の困難の原因となり、また『ルドルフ表』の金星の軌道にも少なからず影響があった。
彼の多量の天文データの構築には膨大な数の乗算を行う必要があり、そのためにティコはprosthaphaeresisという新しい技術を大いに活用していた。これは対数が考案されるより前に使用されていた、積和の公式に基づいて三角比の積の近似値を得るアルゴリズムである。

### ティコの宇宙モデル

ティコ体系を表した図。地球を周回する青い軌道上の天体（月と太陽）、太陽を周回するオレンジ色の軌道上の天体（水星、金星、火星、木星、土星）が描かれている。全体を囲っているのは恒星球（天球）。これはコペルニクス体系と同じように惑星位置の観測結果を説明することが可能で、当時の観測技術では反証困難であったため、ガリレオ・ガリレイのようなコペルニクス派の学者にとって悩みの種となった。

ティコはコペルニクスを賞賛し、デンマークで初めてコペルニクスの理論を教えたが、自身が基盤を置いていたアリストテレス自然学の基本法則とコペルニクス理論を整合させることができなかった。また、彼はコペルニクスが理論を構築する上で使用した観測データに対しても批判的であり、それが大きな誤差範囲を持っていることを正しく認識していた。ティコはコペルニクス体系の代わりに、「地球・太陽中心（geo-heliocentric）」体系を提案した。これは太陽と月が地球を周回し、同時に惑星が太陽を周回するというものであった。ティコの体系はコペルニクス体系と同じく、惑星の運動の統一的な描像を与えた。またどちらの体系も金星の満ち欠けという、後にガリレオ・ガリレイによって観測上の事実（当時まだによってこれが発見される前であるが）と整合させることもできる。ティコの体系は、古いモデルに不満を抱きつつも太陽中心説（地動説）にも疑問をもった天文学者たちに、安全な立ち位置を提供した。そして1616年に、ローマ教皇庁が太陽中心説は哲学と聖書の双方に背反しており事実とは関係しない計算上の利便性のためにのみ議論可能であると宣言すると、ティコ体系はかなりの支持を獲得した。ティコ体系はまた、重要な革新をもたらした。純粋な天動説（地球中心モデル）とコペルニクスが打ち出した純粋な地動説（太陽中心モデル）がいずれも惑星を軌道上で動かすために、回転する固体の球を用いていたが、彗星の軌道から、ティコはこのような物体の存在が不可能であることを示していた。(ティコやその支持者らは、液体の天球を構想する。）ヨハネス・ケプラーや他のコペルニクス派の天文学者たちはティコに太陽中心モデルを受け入れさせようと説得を試みたがティコはこれを拒否した。ティコによれば、自転（rotating）し、公転（revolving）する地球という考え方は「全ての物理的真実のみならず、最も重視すべき聖書の権威にも違反している」ものであった。

物理的には、ティコは地球は動き続けるためには遅く、重すぎると考えた。当時受け入れられていたアリストテレス物理学に従うと、天空（the heaven、その動きと周期は継続的であり永続的である）はエーテル（または第5元素、quintessence）から作られていた。この物質（substance）は地球上には存在しないが、軽く、強固で、変化せず、自然状態は円運動をしているものであった。対照的に、地球および地球上の物質は重く、自然状態では静止している物質で構成されているものであった。従ってティコは、地球は「動き難い」物体（"lazy" body）であり、たやすく移動させられないものであると主張した。ティコは日々太陽や星々が昇りそして沈むことはコペルニクスが主張するように地球の自転によって説明することも可能であると認めていたが、なお
このような高速の運動を、極めて重く、密度が高く、不透明である地球に帰属させることはできない。それは空そのものの動きに由来するのである。その形状、精緻さ、そして不変性は、永続的かつ高速の運動により適うものである。
としていた。

星に関する事項について、ティコはまた、もし地球が太陽の周りを周回しているならば、半年間の間に地球の位置変化によって恒星に対する角度が変化し、年周視差が観測可能なはずだと考えた（この年周視差は実際に存在する。しかし、それはあまりにも小さく、1838年にフリードリヒ・ベッセルがはくちょう座61番星に0.314秒角の視差を発見するまで検出されなかった。）。実際の観測で恒星に年周視差が観測されないことについてのコペルニクス派の説明は、地球が公転で移動する距離をほとんど無意味にするほど恒星が地球から遥か遠方に存在するためであるというものであった。しかし、ティコはこの説明が別の問題を引き起こすことを指摘した。それによれば、星々は肉眼で小さく見えているが、ベガのようなより目立つ星々はかなり大きく、より小さなポルックスのような星々よりも大きく見え、ポルックスもその他の多くの星々よりは大きく見える。ティコは典型的な恒星の大きさが1分角であり、より目立つ星々はその2倍から3倍の大きさであると確信していた。彼はコペルニクス派の天文学者クリストフ・ロスマンに宛てた文章で、基本的な幾何学を用いてこの検出不能な年周視差を仮定すると、コペルニクス体系における星々までの距離は太陽から土星までの距離の700倍以上でなければならないことを示した。さらに、それほど遠い星がなお実際に空に見えるような大きさで観測されるためには、平均的な星々の大きさが超巨大－少なくとも（コペルニクス体系における）地球の軌道よりも大きく、もちろん太陽よりも遥かに巨大であると想定するしかないことを示した。またティコは、最も大きな星々はそれよりもさらに大きくなければならないこと、そして年周視差が誰もが考えるよりもさらに小さいとすれば、星々はさらに遠くにあることになり、それを認めるならば星々の大きさは際限なく大きく想定しなければならないことを指摘した。そしてティコは
幾何学的にこれらのことを演繹するとよろしいでしょう。その帰着によって、この（地球が動いているという）仮定にどれほど多くの不条理が伴っているかあなたにはわかるでしょう（他の人々は言うまでもありません）。
と述べている。コペルニクス派はティコの幾何学的批判に対して、巨大な遠い星々という考えは不合理に感じられるかもしれないが、そうではない。創造主が望んだのなら、主は被造物をそのように大きく作ることができるのだという宗教的な反応を示した。事実、ロスマンはこのティコの意見に次のように答えた。
（平均的な星が地球の公転軌道）全体と同じ大きさを持つことの何がそこまで不合理なのでしょうか？これの何が主のご意思に反しているというのでしょうか。あるいは主の本性によってそれは不可能だというのでしょうか。それは無限の自然によって許容されないのでしょうか？あなたがこのことから何等かの不条理を推論したいのであれば、それはあなたによって完全に証明されなければなりません。第一印象で低俗であるように見えるこれらの見解は簡単に不合理と咎めることはできません。実際、主の叡智と尊厳は皆が理解するよりも遥かに大きなものだからです。宇宙の広大さ、星々の巨大さをあなたの思案した通りにするのが良いでしょう－それはなお、無限の創造主に見合ったものではないでしょう。王が偉大であるほど、宮殿もその尊厳に相応しい大きさと偉大さになります。あなたはどのくらい偉大な宮殿が神に相応しいとお考えですか？
宗教はまた、ティコの地球中心体系においてもまた役割を果たした－彼は制止している地球を描く中で聖書の権威を引用した。彼は聖書の議論を単独で使用することは滅多になく（彼にとってそれらは地球の運動についての考えにおいてあくまで二次的な意義のものであった。）、時と共に彼は科学的議論に集中するようになった。とはいえ、彼は聖書の議論を真剣に受け止めた。
ティコの1587年の地球・太陽中心モデルはポール・ウィチシュやレイマルス・ウルスス、ヘリジオス・ロスリン、そしてダヴィド・オリガヌスのような他の天文学者たちの地球・太陽中心モデルとは異なり、火星と太陽の軌道が交叉していた。これは、ティコが地球から火星までの距離が（火星が太陽と反対の空にある時）、地球から太陽までの距離よりも近いと考えるようになっていたためである。ティコは火星には太陽よりも大きな日周視差があると考えるようになったため、このように信じた。だが、1584年の同僚の天文学者ブルカエウス（Brucaeus）への手紙において、1582年とは反対に彼は火星が太陽よりも遠くにあると主張した。これは火星が日周視差をほとんど、または全く持たないという観測結果を得たためである。彼は、火星までの距離が太陽までの距離の3分の2しかないと予想されるためにコペルニクスのモデルは受け入られないと発言した。しかし、彼は空において太陽の反対側にある火星は太陽よりも地球に近いという見解を後からはっきりと変更したが、明らかに火星の視差について認められる何等かの観測上の証拠は存在しない。このような火星と太陽の軌道の交叉は、透明な個体の天球が存在したとすれば太陽と火星があるべき位置に侵入できないため、それが存在し得ないことを意味していた。恐らく、この結論は別の出来事、1577年の彗星が月よりも遠いという結論からも支持されていた。なぜならば、この彗星の日周視差は月よりも小さく、故にそれが軌道を通過する間にいくつもの透明の天球を通過する必要があったためである。

### 月理論
ティコの際立った月理論に対する貢献には月の二均差の発見がある。これは月の黄経に現れる不等を表す項の1つで、月の摂動項の中では中心差、出差に次いで大きい。彼はまた、黄道に対する月軌道面の傾き（これは彼以前に考えられていたように約5度で不変ではなく、4分の1度以上の範囲で変動する）と、それに伴う月の交点の振動を発見した。これらは月の黄道座標における摂動を表している。ティコの月理論は古代から知られているものと比較して、明確な月の不等式（Inequality）の数を倍増させ、実際と月理論の不一致をそれまでの約5分の1に縮小させた。これは彼の没後の1602年にヨハネス・ケプラーによって出版され、ここから発展させたケプラー自身の派生理論は1627年のケプラーの『ルドルフ表』で示されている。

### その後の天文学の発展
ケプラーは火星の運動についてのティコの記録を使用し惑星の運動についての法則（ケプラーの法則）を推論し、かつてない精度での各種天文表（astronomical tables）の計算を可能とした（ルドルフ表）。この法則の発見は太陽系における地動説モデルを強力に支援した。

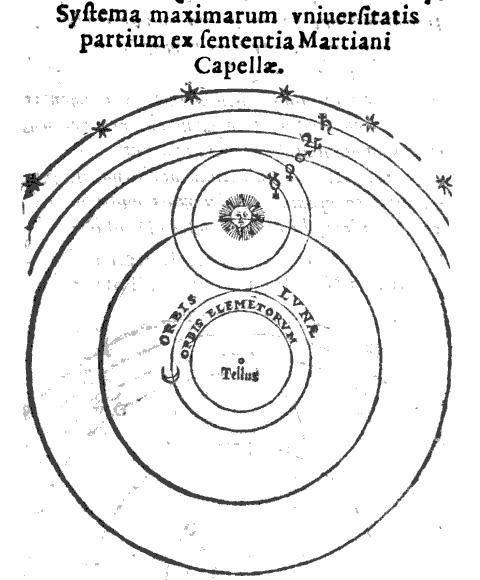
ヴァレンティン・ナボスが描いたマルティアヌス・カペッラの地球中心宇宙モデル（1573年）

金星が満ち欠けの各段階を完全に備えているという1610年のガリレオ・ガリレイの望遠鏡による発見は、純粋な地球中心的プトレマイオス・モデルを否定した。その後、17世紀の天文学においては地球・太陽中心の惑星系モデルが大勢を占めた。この地球・太陽中心モデルは、金星の満ち欠けについて太陽中心モデルと同じように説明することができ、それに加えて恒星にいかなる年周視差も観測されないという太陽中心モデルが持つ問題が存在しなかった。ティコやその他の天文学者はこれを太陽中心モデルを反証していると見ていた。3つあった主要な地球・太陽中心モデルは、ティコのモデル、フランシス・ベーコン等に支持されたような水星と金星だけが太陽を周回するカッペルのモデル、そして水星、金星に加え火星も太陽の周りを周回し、土星と木星だけが不動の地球を周回するというリッチョーリによるカッペルのモデルの拡張版である。地球を日々自転させる「セミ・ティコ」版（'the semi-Tychonic'）として知られる形ではあったが、これらのモデル中では、ティコのモデルが恐らく最も一般的であった。セミ・ティコ版のモデルは、ティコの元助手かつ弟子であったロンゴモンタヌスが、1622年の『Astronomia Danica』において主張した。これはティコの観測データを用い、彼の惑星モデルの完成を意図したものであり、完全なティコの惑星モデルの規範とみなされた。ロンゴモンタヌスの作品は重版が重ねられ、後の多くの天文学者によって採用された。そしてロンゴモンタヌスを通じてティコの体系は遠く中国の天文学者たちによっても採用された。

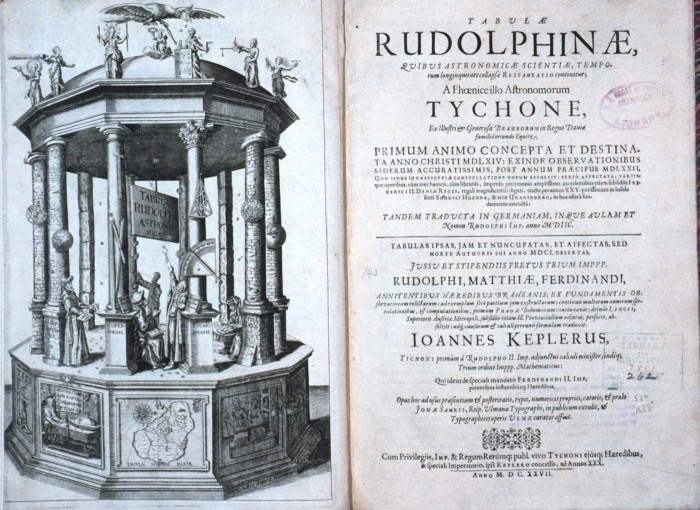
ヨハネス・ケプラーは『ルドルフ表（Rudolphine Tables）』を出版した。これにはティコの観測結果を用いた恒星と惑星のカタログが含まれる。基底部中央にヴェン島が描かれている。

熱烈な反太陽中心モデルの主張者だったフランスの天文学者ジャン＝バチスト・モランは1650年に、楕円軌道を巡る、ティコの惑星モデルとティコ版の『ルドルフ表』の簡略版を考案した。ティコの体系は17世紀を通じてある程度採用されており、18世紀初めまでは使用されていた。このモデルは（コペルニクス論争についての1633年の判決の後）、イエズス会に端を発する「親ティコ文学の洪水（a flood of pro-Tycho literature）」によって支援された。イエズス会の親ティコ派の間では、1691年にイグナス・パルディがティコの体系が未だ一般に採用されている体系であると宣言し、フランチェスコ・ビアンキーニが1728年までそれを繰り返した。ティコの体系への固執、とりわけカトリック諸国におけるそれは、ティコの体系が（カトリックの教義と関係して）「古代と現代の安全な接合」を行う必要についての要求を満足させる性質を持っていたことによる。1670年以降においても、多くのイエズス会の著作家は、コペルニクス的な考えを僅かに秘めるのみであった。しかしドイツ、オランダ、そしてイングランドではティコ体系は「遥かに早く文献から消え去った」。
1729年に公表されたジェームズ・ブラッドリーによる光行差の発見は最終的にティコのものを含むあらゆる地球中心説が成立しないことを示す直接的な証拠を提供した。光行差は観測された恒星や惑星から来る光の速度が有限であることと共に、観測された天体の見掛けの方位に影響を及ぼし、地球が太陽の周囲を1年周期で公転しているという想定に基づいてのみ満足に説明が可能であった。

### 医学、錬金術、占星術の研究
ティコ・ブラーエはまた、医学と錬金術を研究していた。彼は人体が天体から直接的に影響を受けていると考えたパラケルススの強い影響を受けていた。人体を小宇宙とみなし、占星術は天空と人体の宇宙を結び付ける科学であるという、このパラケルスス的な視点はフィリップ・メランヒトンやマルティン・ルターにも共有されており、それ故に穏健ルター派（philippists）と純正ルター派（gnesio-Lutherans）の間の系争点の1つであった。ティコ・ブラーエにとって経験主義（empiricism）と自然科学（natural science）、宗教と占星術の間には密接な関わりがあった。ティコはウラニボリにある彼の巨大な薬草園を使用して、いくつかの薬草生薬（herbal medicines）のレシピを作り、それを用いて高熱やペストのような病気の治療を行った。彼が生きた時代、ティコは医学における貢献でも有名であり、彼の薬草生薬は1900年代まで使用された。スカンディナヴィアの民間伝承ではティコ・ブラーエの日という表現は「不運な日（unlucky days）」の日数を指す。これは1700年代に多くの生活暦に記載され始めたが、ティコ・ブラーエ自身の研究と直接的関係はない。占星術が実証的な科学ではないと気付いたからか、あるいは宗教的な反響を恐れたからか、ティコは自身の占星術的研究との関係をいくらか曖昧にしていた。例えば、彼のより天気の予測に関する占星術的な論文2つと生活暦（almanac）は、彼が個人的にそれらの研究を行った事実にもかかわらず、彼の助手の名前で出版された。何人かの学者はティコがそのキャリアの中でホロスコープ占星術に対する信仰を失ったと主張している。そして別の学者たちはティコは占星術との関わりが彼の実証的な天文学研究の受け入れに影響を与えるであろうことに気付いたので、単純にこの主題についての公のコミュニケーションを変えたのだと主張している。

## 遺産

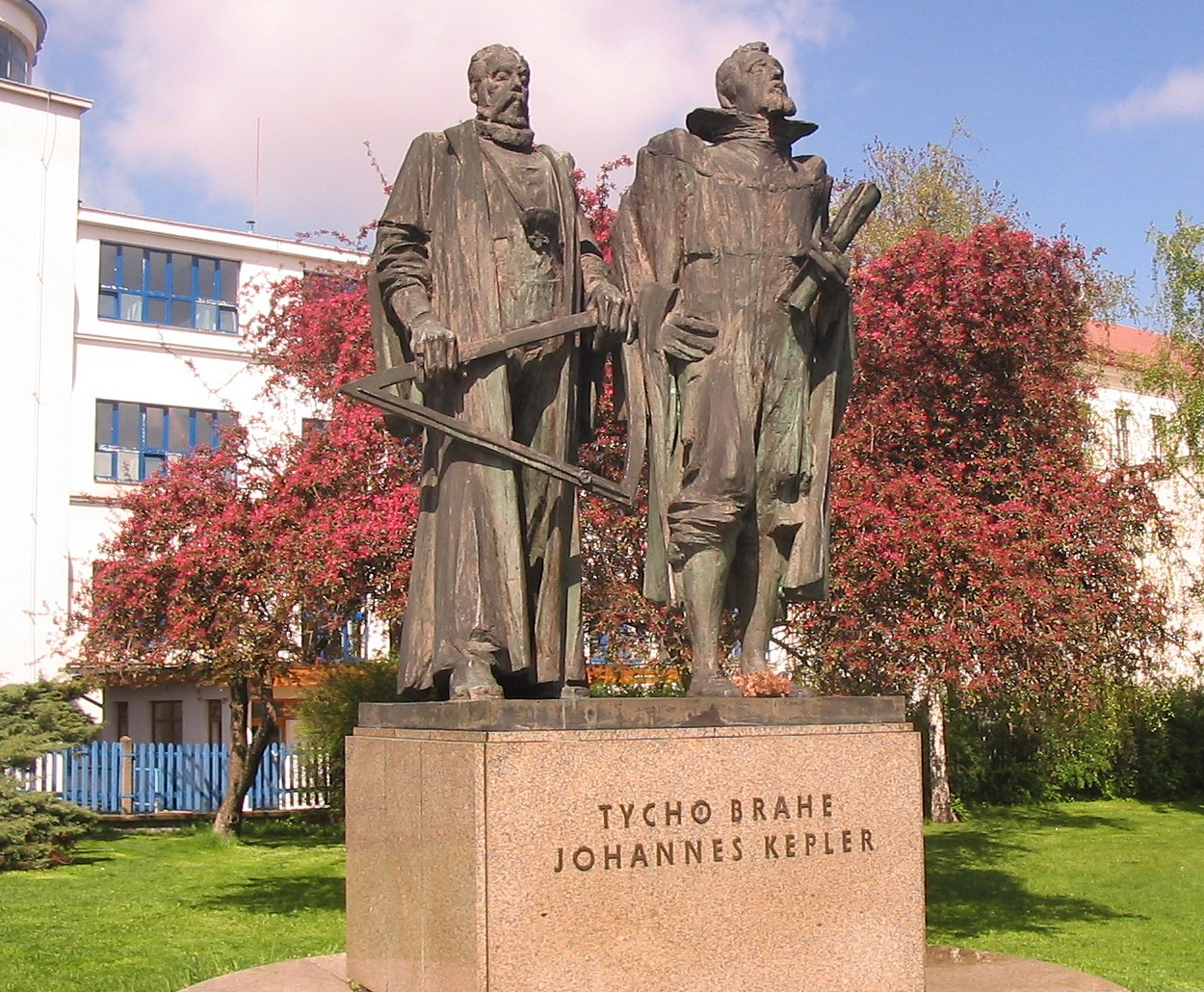
プラハにあるティコ・ブラーエとヨハネス・ケプラーのモニュメント。

### 伝記
ティコ・ブラーエの最初の伝記は1654年にピエール・ガッサンディによって書かれた。これは科学者の全人生を網羅した初の伝記でもある。1779年、ティコ・デ・ホフマン（Tycho de Hoffmann）はブラーエ家の歴史についての著作の中でティコ・ブラーエの一生を書いた。1913年、ドライヤーはティコ・ブラーエの著作集を出版し、さらなる研究の足掛かりを築いた。現代における初期のティコ・ブラーエ研究は彼の天文学的モデルの欠陥を重視し、彼をコペルニクス革命の受け入れに抵抗する頑迷な神秘主義者として描くと共に、ケプラーが惑星運動の法則を考案することを可能にしたティコの天体観測についてばかり評価する傾向があった。特にデンマークの学界では、ティコ・ブラーエは凡庸な学者かつ国家に対する反逆者として描かれていた（恐らくこれはデンマークの歴史学における戦士としてのクリスチャン4世の役割の重要性から来ている）。20世紀の後半、学者たちはティコ・ブラーエの価値について再評価を始め、クレスチャン・ピーザ・モースゴー（Kristian Peder Moesgaard）、オーウェン・ギンガリッチ（Owen Gingerich）、ロバート・ウェストマン（Robert Westman）、ビクター・Ｅ・ソレン（Victor E. Thoren）、そしてジョン・R・クリスティアンソン（ John R. Christianson）らによる研究がティコの科学に対する貢献に焦点を当て、そしてティコがコペルニクスを賞賛しつつも単純に彼の基本的な物理理論をコペルニクスの見解と整合させることができなかったことを証明した。クリスティアンソンの研究は科学者たちのための教育センターとしてのウラニボリにおけるティコの影響を示した。この科学者たちはブラーエと共に学んだ後、様々な科学分野で貢献した。

### 科学的遺産
ティコの惑星モデルは時を置かず使用されなくなったが、彼の天文観測は科学革命に欠くべからざる貢献であった。伝統的な見解ではティコは本質的に経験主義者であり、精密かつ客観的な測定を行うための基準を確立した人物であったというものである。この評価の起源はピエール・ガッサンディの1654年の伝記『Tychonis Brahe, equitis Dani, astronomorum coryphaei, vita』である。この見解は1890年のJohann Dreyerの伝記で強調された。この伝記は長くティコについて最も影響力のある著作であった。科学史家ヘルゲ・クラーク（Helge Kragh）によれば、この評価はガッサンディの反アリストテレス主義、反カトリシズムから育まれたものであり、ティコの活動の多様性について説明することができない。

### 文化的遺産
ティコの新星の発見はエドガー・アラン・ポーの詩『アル・アーラーフ』にインスピレーションを与えた。1998年、雑誌『Sky & Telescope』はドナルド・W・オルソン（Donald W. Olson）、マリリン・S・オルソン、そしてラッセル・L・ドースチャー（Russell L. Doescher）の記事を公表した。その中で、ティコの超新星はまた、シェイクスピアの『ハムレット』に登場する「star that's westward from the pole」と同じ星であると主張されている。
月のティコ・クレーターは彼の名誉を称えて命名され、火星の火星のティコ・ブラーエ・クレーターと小惑星帯にある小惑星ティコ・ブラーエも同様である。明るい超新星、SN1572もまたティコの超新星として知られている。また、コペンハーゲンにあるティコ・ブラーエ・プラネタリウムも彼の名から名付けられた。ヤシ（palm）の種であるブラエアも同じである。

## 著作（選集）
- De Mundi Aetherei Recentioribus Phaenomenis Liber Secundus (Uraniborg, 1588; Prague, 1603; Frankfurt, 1610)
- Tychonis Brahe Astronomiae Instauratae Progymnasmata (Prague, 1602/03; Frankfurt, 1610)